# Seuratidae
Die Seuratidae (nach Léon Gaston Seurat) sind eine Familie der Spulwürmer mit 44 Arten. Sie sind Parasiten bei allen Klassen der Wirbeltiere mit Ausnahme der Fische.

## Merkmale
Die Familie hat die Eigenschaften der Seuratoidea. Eine Mundhöhle fehlt oder sie ist eine Bildung des vorderen Pharynxabschnitts (Cheilostom). Manchnmal sind in Reihen angeordnete Kutikula-Dornen vorhanden. Der Schwanz ist kurz oder sehr kurz. Das Gubernaculum ist lang, die Spicula sind, mit Ausnahme von Echinonema, einfach gebaut und kaum länger als das Gubernaculum. Ein Genitalsaugnapf fehlt. Die Eier sind zumindest embryoniert, manchmal sind die Weibchen vivipar.

## Systematik
Hodda (2022) unterteilt die Familie in drei Unterfamilien mit 13 Gattungen:
- Echinonematinae Inglis, 1967
  - Inglechina Chabaud, Seureau, Beveridge, Bain & Durette-Desset, 1980
  - Linstowinema Smales, 1997
  - Seurechina Chabaud, Seureau, Beveridge, Bain & Durette-Desset, 1980
- Seuratinae Railliet, 1906 (Hall, 1916)
  - Bainechina Smales, 1999
  - Chabaudechina Smales, 1999
  - Durettechina Smales, 2000
  - Luzonema Rodrigues, Varela, Rodrigues & Cristofaro, 1973
  - Monovaria Khera, 1953
  - Seuratum Hall, 1916
  - Skrjabinura Gnedina, 1933
  - Stelmioides Antonucci, 1929
- Skryabinelaziinae Chabaud, Campana-Rouget & Brygoo, 1959
  - Rabbium Chitwood, 1960
  - Skrjabinelazia Sypliaxov, 1930